# SKA-Ałaj Gülczö
SKA-Ałaj Gülczö (kirg. Футбол клубу «СКА-Алай» Гүлчө) – kirgiski klub piłkarski, mający siedzibę we wsi Gülczö, w południowo-zachodniej części kraju.

## Historia
Chronologia nazw:
- 1992: Ałaj Gülczö (ros. «Алай» Гульча)
- 1994: Ałaj-Oszpirim Gülczö (ros. «Алай-Ошпирим» Гульча)
- 1995: Ałaj Gülczö (ros. «Алай» Гульча)
- 1998: SKA-Ałaj Gülczö (ros. «СКА-Алай» Гульча)

Piłkarski klub Ałaj został założony w miejscowości Gülczö w roku 1992. W 1992 zespół debiutował w Wyższej Lidze, w której zajął 6.miejsce. W 1993 zakończył rozgrywki na 12.pozycji. W 1994 zmienił nazwę na Ałaj-Oszpirim Gülczö i był siódmym w końcowej klasyfikacji. W 1995 zespół powrócił do nazwy Ałaj Gülczö i najpierw zajął 2.miejsce w grupie południowej, a potem w turnieju finałowym przedostatnie 7.miejsce. W 1996 był piątym w tabeli ligowej. W 1997 spadł na 7.pozycję. W 1998 po podpisaniu współpracy z wojskowymi zmienił nazwę na SKA-Ałaj Gülczö i występował w Wyższej Lidze, w której najpierw zajął 8.miejsce w grupie południowej, jednak nie zakwalifikował się do turnieju finałowego. W 1999 brał udział w rozgrywkach Pierwszej Ligi. Od 1992 do 1999 regularnie startował w rozgrywkach o Puchar Kirgistanu.

## Sukcesy

### Trofea międzynarodowe
Nie uczestniczył w rozgrywkach azjatyckich (stan na 31-12-2015).

### Trofea krajowe
| \| \| Zdobyte trofea w rozgrywkach Kirgistanu (stan na: 31-12-2015) \| |                                                               |      |          |
| Rozgrywki                                                              | Osiągnięcie                                                   | Razy | Sezon(y) |
| Mistrzostwo                                                            | I miejsce                                                     | 0    |          |
| Mistrzostwo                                                            | II miejsce                                                    | 0    |          |
| Mistrzostwo                                                            | III miejsce                                                   | 0    |          |
| Mistrzostwo                                                            | 5.miejsce                                                     | 1    | 1996     |
| Puchar                                                                 | zdobywca                                                      | 0    |          |
| Puchar                                                                 | finalista                                                     | 0    |          |
| Puchar                                                                 | półfinalista                                                  | 1    | 1996     |
| II liga                                                                | I miejsce                                                     | ?    |          |
| II liga                                                                | II miejsce                                                    | ?    |          |
| II liga                                                                | III miejsce                                                   | ?    |          |
| Kirgistan                                                              | Zdobyte trofea w rozgrywkach Kirgistanu (stan na: 31-12-2015) |      |          |

## Stadion
Klub rozgrywa swoje mecze domowe na stadionie Ałaj w Gülczö, który może pomieścić 1000 widzów.